# Douglasmalört
Douglasmalört (Artemisia douglasiana) är en växtart i släktet malörter och familjen korgblommiga växter. Den beskrevs av Wilibald Swibert Joseph Gottlieb von Besser.

## Utbredning
Arten växer längs den nordamerikanska västkusten, från Washington till nordvästra Mexiko.